# Empoasca brachypennis
Empoasca brachypennis är en insektsart som beskrevs av González 1955. Empoasca brachypennis ingår i släktet Empoasca och familjen dvärgstritar. Inga underarter finns listade i Catalogue of Life.